# Teremky (stanice metra v Kyjevě)
Teremky (ukrajinsky Теремки) je konečná stanice kyjevského metra na Obolonsko-Teremkivské lince.

## Charakteristika
Stanice je jednolodní mělkého typu, stanice je obložena béžovým mramorem. Na konci nástupiště se nachází schody a výtah vedoucí do podzemní chodby s pokladnou pod prospektem Akademika Hluškova a následně na sídliště Teremky, na druhém konci vedou schody do vestibulu a následně na ulici Metrolohična.